# Luigi De Mossi
Luigi De Mossi (Siena, 13 gennaio 1960) è un politico italiano, sindaco di Siena dal 25 giugno 2018 al 19 giugno 2023.

## Biografia
Nato a Siena, si è laureato con lode presso la facoltà di giurisprudenza dell'Università degli Studi di Siena nel 1985. Dopo aver superato l'esame di abilitazione professionale, dal 1990 è iscritto all'albo degli Avvocati di Siena, città dove esercita tuttora la sua professione all'interno dello Studio Legale De Mossi, nato nel 2004.
Tra il 1981 ed il 1994, De Mossi ha prestato attività di collaborazione professionale negli Stati Uniti, in due studi legali di Portland specializzati in attività di consulenza bancaria ad istituti di credito americani.
Nel triennio 1995-1998 De Mossi ricopre la carica di Consigliere del Sindacato degli avvocati di Siena e Provincia.
Dal 1997 ha ricoperto degli incarichi professionali di carattere didattico presso la facoltà di Giurisprudenza e nel 2013 anche presso il Dipartimento di Scienze Mediche, Chirurgiche e Neuroscienze dell'Università degli Studi di Siena, all'interno del master di criminologia.
Tra il 2002 ed il settembre 2006 De Mossi ricopre l'incarico di Consigliere di Amministrazione della Sansedoni Siena s.p.a., società immobiliare controllata dalla Fondazione Mps.
Dal 15 marzo 2003 risulta iscritto all'albo speciale dei patrocinatori davanti alla Suprema Corte di Cassazione e Magistrature superiori.
Contradaiolo della Nobile Contrada del Nicchio, di cui è stato anche tenente tra il 2014 ed il 2016, ha una figlia.
Nel 2014 è apparso come attore nel ruolo di avvocato di una delle protagoniste nel film Meredith - The Face of an Angel diretto da Michael Winterbottom.

## Carriera politica

### Sindaco di Siena

#### Elezione

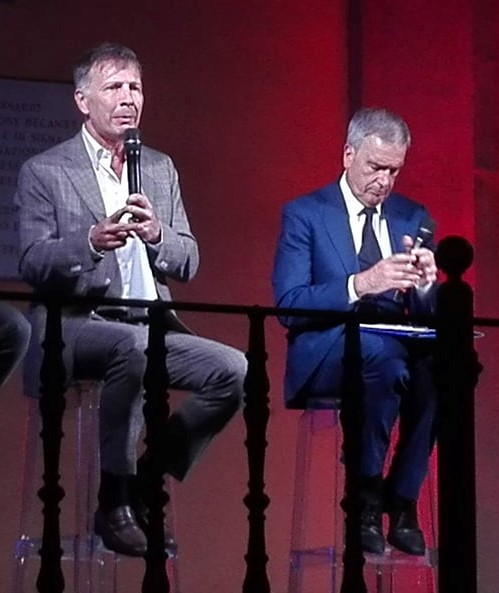
Luigi De Mossi (a sinistra) ed il sindaco uscente Bruno Valentini (a destra), al dibattito pubblico in vista del ballottaggio del 24 giugno 2018.

Luigi De Mossi annuncia ufficialmente la sua candidatura a sindaco di Siena il 13 dicembre 2017, affermando di rappresentare un'alternativa civica, ma di essere comunque aperto a tutti i partiti che lo volessero appoggiare, con la sola eccezione del Partito Democratico. Si presenta alle elezioni amministrative di giugno 2018 come candidato unico della coalizione di centro-destra, ottenendo il 24,2% dei voti, contro il sindaco uscente Bruno Valentini, che ottiene il 27,4%, con il quale va al ballottaggio. Sostenuto dagli onorevoli Maurizio Gasparri, Antonio Tajani, Alessandra Mussolini, Giorgia Meloni e Matteo Salvini, ed appoggiato dai candidati Massimo Sportelli e David Chiti, vince il secondo turno elettorale del 24 giugno riportando il 50,8% delle preferenze con 378 voti di scarto dal suo sfidante, diventando il 15° sindaco di Siena dell'Italia repubblicana ed il primo di centro-destra dal dopoguerra.

#### Programma elettorale
Fra le varie proposte del programma elettorale delle liste collegate alla sua candidatura a sindaco di Siena, sono presenti l'accrescimento dell'organico della polizia municipale, l'aumento del numero di telecamere per la videosorveglianza, potenziamento del museo Santa Maria della Scala, la realizzazione di un auditorium per la musica ed il miglioramento della viabilità cittadina, con l'apertura di nuovi parcheggi e la creazione di una metropolitana leggera tra Badesse e Isola d'Arbia, passando per Siena.
Il 15 gennaio 2018, durante un incontro con Stefano Parisi in campagna elettorale, annuncia la volontà di realizzare una tramvia sotterranea che colleghi la stazione ferroviaria di Siena con lo stadio Artemio Franchi, da realizzare grazie a fondi pubblici europei e privati, attraverso un progetto da 100 milioni di euro, poi abbandonato.

#### Provvedimenti principali
Fin dall'inizio del proprio mandato De Mossi ha tenuto, come sindaco, le deleghe allo sport, alla cultura, alle società partecipate ed alla giustizia paliesca.
Il 30 agosto 2018 la giunta comunale si esprime a favore della organizzazione di un palio straordinario dedicato al centenario della fine della prima guerra mondiale, su proposta di Assoarma.
Dopo aver tentato invano di traslare le date tradizionali della corsa, al 22 agosto ed al 26 settembre, il 14 maggio 2020, al termine della riunione del sindaco De Mossi in Comune con i priori delle contrade, prefetto e questore viene presa la decisione di annullare eccezionalmente i palii previsti per l'anno, a causa del prolungamento della pandemia di Covid-19 in Italia. Si tratta di una decisione storica che non accadeva a Siena dallo scoppio della seconda guerra mondiale. La decisione viene ripetuta anche per entrambi i palii di luglio e di agosto del 2021, per il protrarsi delle misure di contrasto alla pandemia che impediscono il normale svolgimento della festa.
Per fronteggiare l’emergenza economica causata soprattutto dai necessari provvedimenti che hanno imposto un lock-down totale per alcuni mesi del 2020, l’amministrazione comunale decide di varare una manovra economica straordinaria finanziandola per circa 12 milioni di euro con trasferimenti dallo stato, per 5,3 milioni svincolando avanzi destinati, per 4 milioni con riduzione di spese legate alle chiusure e ad una puntuale spending review e per 1,5 milioni alla rinegoziazione dei mutui con Cassa depositi e prestiti e la banca Monte dei Paschi di Siena.

#### Elezioni amministrative 2023
Il 6 ottobre 2021, Guglielmo Picchi, deputato e commissario provinciale della Lega, annuncia il suo appoggio alla ricandidatura di De Mossi anche alle prossime elezioni amministrative, esplicitando quindi il parere favorevole del partito alla sua riconferma come possibile candidato unico del centro-destra per il comune di Siena. 
Ciononostante, l'8 dicembre 2022 durante una conferenza stampa appositamente convocata, Luigi De Mossi decide di sciogliere le sue riserve, annunciando pubblicamente la sua non disponibilità a ricandidarsi per un secondo mandato a meno di casi eccezionali.
Dopo un iniziale appoggio ad Emanuele Montomoli come candidato unico del centrodestra, il 6 marzo 2023 i partiti che rappresentano la maggioranza in consiglio comunale, ovvero Lega, Forza Italia, Fratelli d'Italia e Udc, presentano ufficialmente Nicoletta Fabio come propria candidata in vista delle prossime elezioni amministrative. 
Tuttavia, il 22 marzo 2023 De Mossi annuncia il suo sostegno elettorale a Massimo Castagnini, amministratore uscente della società partecipata comunale Sigerico nominato dalla giunta De Mossi. L'appoggio a Castagnini viene poi formalizzato il successivo 4 aprile con la presentazione della Lista De Mossi, con capolista l'allora assessore allo sport del Comune Paolo Benini.
La scelta del sindaco uscente va però in contrasto con la decisione del centrodestra senese, che con un documento unico firmato da Fratelli d'Italia, Lega e Forza Italia, prende ufficialmente le distanze dalla decisione di De Mossi di appoggiare il candidato di Italia Viva, Massimo Castagnini, sostenuto da Stefano Scaramelli, vicepresidente del consiglio regionale toscano dove è alleato con il Partito democratico.
Alle elezioni amministrative di giugno 2023 la Lista De Mossi ottiene 200 voti, pari allo 0,79% del totale, rimanendo fuori dal nuovo consiglio comunale cittadino.

## Controversie
Nell'ottobre 2018, a pochi mesi dalla sua elezione a sindaco, De Mossi viene contestato da varie associazioni cittadine tra cui NonUnaDiMeno e Movimento Pansessuale Arcigay per la decisione di aver accettato la nomina a legale di un presunto violentatore di due ragazze minorenni in stato di ebbrezza. L'imputato, risultato colpevole, è stato poi condannato il 10 luglio 2020 dal Tribunale di Siena a 2 anni e 2 mesi.
De Mossi è stato nuovamente criticato dall'Arcigay cittadina per aver difeso Francesco Giusti, ex segretario della Lega a Siena e Paolo Benini, assessore allo Sport e all’Università del comune, successivamente condannati il 24 settembre 2020 per diffamazione aggravata a mezzo social nei riguardi del professore Francesco Simoni, per aver ricevuto vari insulti omofobi nel 2018 al di sotto di un post Facebook in cui la vittima aveva pubblicato una sua foto, vestito da angelo, mentre si stava recando al Toscana Pride di Siena.
Il 25 aprile 2019, nel corso delle manifestazioni per la celebrazione dell'anniversario della liberazione svoltesi in Piazza del Campo, è stato contestato da gruppi di aderenti alla Rete Antifascista per i suoi buoni rapporti con l'allora ministro dell’Interno e leader della Lega Matteo Salvini. Lo stesso giorno, in seguito alla polemica nata dalla pubblicazione di un post inneggiante alla Repubblica Sociale Italiana e alla X MAS da parte del consigliere di maggioranza e capogruppo di Fratelli d'Italia a Siena Maurizio Forzoni, Luigi De Mossi commenta l'accaduto definendolo "un errore indotto anche da comportamenti molto pervasivi e del tutto inopportuni", riferendosi alla contestazione subita dal sindaco prima dell'accaduto.
Il 28 gennaio 2021 De Mossi riceve un avviso di garanzia per i lavori di recupero sulla strada interna del Santa Maria della Scala, dietro denuncia della Soprintendenza archeologia belle arti e paesaggio di Siena. I reati ipotizzati sono danneggiamento al patrimonio archeologico, storico o artistico nazionale e concorso di persone in reato. L'8 aprile dello stesso anno il pubblico ministero ne richiede la archiviazione, non avendo rilevato responsabilità.
In seguito alle accuse di un possibile conflitto di interessi con la sua carica di primo cittadino, il 15 marzo 2021 De Mossi decide di abbandonare la nomina di legale (cedendola ad avvocati collaboratori nel suo stesso studio legale) dell'imprenditore e direttore generale della squadra di calcio Acn Siena Andrea Bellandi, sottoposto a perquisizione e sequestro lo stesso giorno su richiesta della Procura della Repubblica di Siena all'interno della più grande operazione Hidden Partner. L’inchiesta ipotizza un sistema di riciclaggio internazionale che approda a Siena, Roma, Firenze e Milano dopo passaggi di denaro in società e conti bancari in Svizzera, Cipro, Estonia, Lettonia, Francia, Isole Vergini Britanniche, Russia e Austria. Agli indagati sono contestati a vario titolo reati contro il patrimonio, tributari, societari, corruzione e autoriciclaggio.
Il Comune di Siena aveva deliberato il 4 agosto 2022 la nuova composizione del Consiglio d'Amministrazione del Siena Jazz, modificando in questo modo lo Statuto stesso dell'Istituzione. Nella sostanza, in precedenza il Consiglio prevedeva cinque rappresentanti del Comune, tre dell’Associazione e uno della Provincia, dopo la modifica la nuova composizione sarebbe stata sei rappresentanti del Comune, uno dell’Associazione, uno della Provincia e uno della Regione. Il testo venne scritto da Franco Caridi, segretario comunale, che accolse le richieste della giunta De Mossi. L'assessore Enrico Tucci, della nuova giunta del sindaco Nicoletta Fabio dichiara: "Il Comune di Siena era pienamente consapevole di questa possibilità, derivata dalle scelte della passata amministrazione" (quella di De Mossi), cioè dell'annullamento della delibera. Ciò che spinse Caroni a fare ricorso contro quella delibera fu essenzialmente il pensiero che le modifiche allo statuto non erano state concordate né autorizzate dall’AFAM e perciò si temeva che comportassero la decadenza delle autorizzazioni rilasciate per i corsi accademici. Il 28 agosto 2024 il Tribunale di Siena ha annullato la delibera per vizio di forma.